# Tegulidae
Tegulidae es una familia de pequeños a grandes caracoles de mar en la superfamilia Trochoidea, según la taxonomía de Gastropoda (Bouchet & Rocroi, 2005).
Durante mucho tiempo se consideró que era una subfamilia (Tegulinae) de la familia Turbinidae.

## Taxonomía
Los géneros dentro de la familia Tegulidae incluyen:
- Chlorostoma Swainson, 1840
- Cittarium Philippi, 1847
- Norrisia Bayle, 1880
- Omphalius Philippi, 1847
- Tectus Montfort, 1810
- Tegula Lesson, 1832

Géneros llevados a la sinonimia
- Agathistoma Olsson & Harbison, 1953: sinónimo de Tegula Lesson, 1832
- Cardinalia Gray, 1842: sinónimo de Tectus Montfort, 1810
- Livona Gray, 1842: sinónimo de Cittarium Philippi, 1847
- Promartynia Dall, 1909: sinónimo de Tegula Lesson, 1832
- Pyramidea Swainson, 1840: sinónimo de Tectus Montfort, 1810
- Pyramis Schumacher, 1817: sinónimo de Tectus Montfort, 1810
- Trochiscus G. B. Sowerby I, 1838: sinónimo de Norrisia Bayle, 1880